# Carobbiïta
La carobbiïta és un mineral de la classe dels halurs. Rep el seu nom del professor Guido Carobbi (1900–1983), geòleg italià.

## Característiques
La carobbiïta és un halur de fórmula química KF. Cristal·litza en el sistema isomètric. Es troba en forma de cristalls cúbics fent intercreixements amb altres minerals. La seva duresa a l'escala de Mohs es troba entre 2 i 2,5.
Segons la classificació de Nickel-Strunz, la carobbiïta pertany a «03.AA - Halurs simples, sense H₂O, amb proporció M:X = 1:1, 2:3, 3:5, etc.» juntament amb els següents minerals: marshita, miersita, nantokita, UM1999-11:I:CuS, tocornalita, iodargirita, bromargirita, clorargirita, griceïta, halita, silvina, vil·liaumita, salmiac, UM1998-03-Cl:Tl, lafossaïta, calomelans, kuzminita, moschelita, neighborita, clorocalcita, kolarita, radhakrishnaïta, challacolloïta i hephaistosita.

## Formació i jaciments
Es troba en estalactites en les cavitats de la lava. Sol trobar-se associada a altres minerals com: mercal·lita, misenita o hieratita. Va ser descoberta l'any 1956 al Vesuvi, a la Província de Nàpols (Campania, Itàlia). També ha estat descrita a Usu-zan, a la província d'Iburi (Hokkaido, Japó).